# Ministrowie ds. Irlandii Północnej
Minister ds. Irlandii Północnej (ang. Secretary of State for Northern Ireland), brytyjski urząd ministerialny zajmujący się sprawami Irlandii Północnej i reprezentujący interesy tej prowincji przez władzami centralnymi. Urząd powstał w 1972 r., kiedy Westminster doszedł do wniosku, że lokalne władze w Belfaście nie poradzą sobie z narastającymi w kraju zamieszkami po tzw. krwawej niedzieli w Derry 30 stycznia 1972. Zamieszki spowodowały zastąpienie rządów domowych (home rule) bezpośrednimi rządami Londynu (direct rule). Urząd ministra ds. Irlandii Północnej zastąpił urzędy gubernatora i premiera Irlandii Północnej, a także przejął wiele z kompetencji północnoirlandzkiego Zgromadzenia Narodowego.
W związku z procesem pokojowym w Irlandii Północnej po 1998 rola ministra sprowadza się do sprawowania nadzoru nad legalnością działań lokalnych władz autonomicznych.i prawidłową realizacją porozumień wielkopiątkowych.
Ponieważ od czasu ustanowienia ministerstwa ani konserwatyści ani laburzyści nie uzyskali mandatów z okręgów północnoirlandzkich, urząd ministra jest piastowany przez osoby niemające związków z Irlandią Północną.

## Lista ministrów
| Minister            | Czas urzędowania                        |
| ------------------- | --------------------------------------- |
| William Whitelaw    | 24 marca 1972 – 2 grudnia 1973          |
| Francis Pym         | 2 grudnia 1973 – 4 marca 1974           |
| Merlyn Rees         | 5 marca 1974 – 10 września 1976         |
| Roy Mason           | 10 września 1976 – 4 maja 1979          |
| Humphrey Atkins     | 5 maja 1979 – 14 września 1981          |
| James Prior         | 14 września 1981 – 11 września 1984     |
| Douglas Hurd        | 11 września 1984 – 3 września 1985      |
| Tom King            | 3 września 1985 – 24 lipca 1989         |
| Peter Brooke        | 24 lipca 1989 – 10 kwietnia 1992        |
| Patrick Mayhew      | 10 kwietnia 1992 – 2 maja 1997          |
| Mo Mowlam           | 3 maja 1997 – 11 października 1999      |
| Peter Mandelson     | 11 października 1999 – 24 stycznia 2001 |
| John Reid           | 25 stycznia 2001 – 24 października 2002 |
| Paul Murphy         | 24 października 2002 – 6 maja 2005      |
| Peter Hain          | 6 maja 2005 – 27 czerwca 2007           |
| Shaun Woodward      | 28 czerwca 2007 – 11 maja 2010          |
| Owen Paterson       | 12 maja 2010 – 4 września 2012          |
| Theresa Villiers    | 4 września 2012 – 14 lipca 2016         |
| James Brokenshire   | 14 lipca 2016 – 8 stycznia 2018         |
| Karen Bradley       | 8 stycznia 2018 - 24 lipca 2019         |
| Julian Smith        | 24 lipca 2019 - 13 lutego 2020          |
| Brandon Lewis       | 13 lutego 2020 - 7 lipca 2022           |
| Shailesh Vara       | 7 lipca – 6 września 2022               |
| Chris Heaton-Harris | 7 lipca 2022 – 5 lipca 2024             |
| Hilary Benn         | od 5 lipca 2024                         |